# Santo António dos Olivais
Pour les articles homonymes, voir Santo António.
Santo António dos Olivais est une paroisse civile portugaise (en portugais : freguesia) de la municipalité de Coimbra dans le district du même nom.

## Géographie
Santo António dos Olivais fait partie des paroisses urbaines de Coimbra. Elle est située sur la rive nord du Mondego, à l'est de la paroisse Coimbra (Sé Nova, Santa Cruz, Almedina e São Bartolomeu) qui correspond au centre-ville historique.

## Démographie
Lors du recensement de 2021, Santo António dos Olivais compte 41 150 habitants. C'est alors la paroisse la plus peuplée de la municipalité de Coimbra, qui totalise 140 816 habitants, loin devant la deuxième paroisse la plus peuplée Eiras e São Paulo de Frades (17 574 habitants).